# Elton Julian
Elton Julian (Las Palmas, 16 de agosto de 1974) é um ex-automobilista norte-americano. Em sua carreira, defendeu ainda Espanha (seu país natal) e Equador.
Tendo iniciado a carreira no kart, competiu na Fórmula 3 britânica em 1992, fechando o campeonato em 8º lugar, com uma pole-position e uma vitória. No ano seguinte, correu na edição francesa da categoria, pela equipe Formula Project.
Em 1994, foi piloto de testes da Larrousse na Fórmula 1, e chegou a ter seu nome cogitado para correr em 1995. Ele só não esperava que a equipe francesa encerrasse as atividades. Julian chegou a correr na Fórmula 3000 ainda em 1994 e em 1996, marcando apenas 2 pontos.
Ainda competiu em 2 etapas da Fórmula Atlantic em 1999 e em 2 edições das 24 Horas de Le Mans - em 2005, pela Racing for Holland, juntamente com Jan Lammers e John Bosch, e em 2012, tendo Christian Zugel e Ricardo González como companheiros de equipe na Greaves Motorsport. Após esta última edição, Julian encerrou a carreira para concentrar-se na gestão de sua equipe, a DragonSpeed, fundada em 2007.